# 貝爾瓦利 (明尼蘇達州)
貝爾瓦利（英語：Bear Valley）是位於美國明尼蘇達州瓦巴沙縣切斯特鎮區的一個非建制地區。

## 歷史
貝爾瓦利的郵局於1857年成立，其後於1902年停運。此地得名自當地常見的熊。

## 地理
貝爾瓦利所處的海拔為高於海平面299米（即981英呎），而該地所採用的時區為UTC-6，即北美中部時區（CST）。同時該地設有夏令時間，為UTC-6調快一小時，即UTC-5（CDT）。